# Kumiko Aso
Kumiko Aso (Sanmu, 17 giugno 1978) è un'attrice giapponese.
Nel 2001 è tra i protagonisti del film Kairo, per la regia di Kiyoshi Kurosawa.

Il 2004 è l'anno di Kyashan - La rinascita dove compare tra i protagonisti accanto a Yusuke Iseya e Toshiaki Karasawa.

È protagonista, nel 2008, del film Achille e la tartaruga di Takeshi Kitano.

## Filmografia
- Kairo, regia di Kiyoshi Kurosawa (2001)
- Kyashan - La rinascita (キャシャーン Casshern), regia di Kazuaki Kiriya (2004)
- Dororo, regia di Akikhiko Shiota (2007)
- Achille e la tartaruga (Akiresu to Kame), regia di Takeshi Kitano (2008)
- Yowakutemo Katemasu (2014)
- Grasshopper, regia di Tomoyuki Takimoto (2015)

## Doppiaggio
- Madre in Mirai, regia di Mamoru Hosoda (2018)
- Mamma di Kokoro in Il castello invisibile, regia di Keiichi Hara (2022)